# Philotrypesis aterrima
Philotrypesis aterrima is een vliesvleugelig insect uit de familie Pteromalidae. De wetenschappelijke naam is voor het eerst geldig gepubliceerd in 1883 door Saunders.